# Поль де Лаваллаз
Поль де Лаваллаз (фр. Paul de Lavallaz, 28 лютого 1901, Колонбе-Мюра — 26 грудня 1994) — швейцарський футболіст, що грав на позиції півзахисника. Відомий за виступами за «Грассгоппер», а також національну збірну Швейцарії. Дворазовий чемпіон Швейцарії і дворазовий володар Кубка Швейцарії.

## Клубна кар'єра
На клубному рівні грав у складі команд «Грассгоппер». За цей час двічі виборював титул чемпіона Швейцарії в 1927 і 1928 роках. Володар Кубка Швейцарії 1926 і 1927 років. Фіналіст кубка 1928 року.

## Виступи за збірну
В складі національної збірної Швейцарії грав з 1923 по 1930 рік. Провів у її формі загалом 11 матчів і забив 1 гол. Був учасником футбольного турніру на Олімпійських іграх 1928 року у Амстердамі, де його збірна в першому ж матчі 1/8 фіналу поступилась Німеччині (0:4).

## Титули і досягнення
- Чемпіон Швейцарії (2):

«Грассгоппер»: 1926–1927, 1927–1928
- Володар Кубка Швейцарії (2):

«Грассгоппер»: 1925-1926, 1926-1927